# Кристиан VII
Кристиан VII Безумный (дат. Christian 7.; 29 января 1749[…], Кристиансборг, Копенгаген — 13 марта 1808[…], Рендсбург, Шлезвиг-Гольштейн) — король Дании и Норвегии с 14 января 1766 года, официально до смерти, а фактически только по 1769 год.
Из-за душевного заболевания Кристиана все правительственные решения принимались его советниками. Они менялись по мере того, кто выигрывал борьбу за близость к престолу, но с 14 апреля 1784 года и до смерти короля в 1808 году неофициальным главой государства был его сын, впоследствии король Фредерик VI.

## Юность

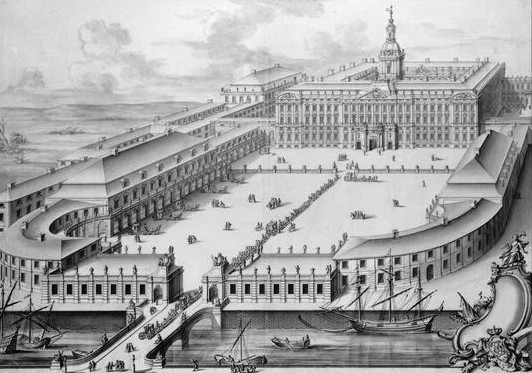
Дворец Кристиансборг, 1750.

Кристиан был вторым сыном короля Дании и Норвегии Фредерика V и Луизы Великобританской, дочери короля Георга II. Он родился 29 января 1749 года в спальне королевы во новом дворце Кристиансборг, главном дворце датской монархии на острове Слотсхольмен в центре Копенгагена. У Фредерика и Луизы уже в 1745 году был сын (также по имени Кристиан), но он умер в 1747 году. Таким образом, Кристиан был наследным принцем с рождения. Его крестили через два часа после рождения; восприемниками были: Король Фредерик V, вдовствующая королева Датская София Магдалена, принцесса Луиза Датская и принцесса Шарлотта Амалия Датская.
Когда 14 января 1766 года он взошёл на престол, ему ещё не было 17 лет. 8 ноября 1766 года он женился на своей двоюродной сестре 15-летней Каролине Матильде, сестре короля Великобритании. В 1768 году она родила их единственного совместного сына Фредерика VI.
После ранней смерти матери принц рос практически без родительского внимания. Его мачеха королева Юлиана Мария не проявляла к нему интереса и отдавала предпочтение своему биологическому сыну принцу Фредерику. Сам отец становился все более равнодушным к застенчивому, чувствительному ребёнку. Рано выяснилось, что молодой король не вполне здоров, поскольку в детстве у него проявилась эпилепсия. Будучи достаточно яркой артистичной личностью, смышлёным и одаренным ребёнком, Кристиан получил скверное образование и систематически подвергался издевательствам своего наставника, графа Дитлева Ревентлова, которого раздражал нервный характер мальчика, и он часто наказывал его физически. Другие учителя, в частности, близкий к принцу преподаватель французского языка и литературы швейцарец Элиас Ривердил, не смогли поправить положения либо были отстранены Ревентловом. Будучи неглупым человеком, с хорошей памятью и владением несколькими языками (включая собственно датский, которым не владели его отец и дед и большинство придворных, использовавшие французский и немецкий), временами Кристиан имел моменты собранности и ясности, но страдал от тяжелых эмоциональных проблем. Считается, что он страдал шизофренией, и заболевание с годами прогрессировало, что не позволяло ему править страной. Врачей особенно беспокоил частый онанизм Кристиана. Врач Йохан Юст фон Бергер считал, что проблемы короля возникли из-за незрелости на момент восшествия на престол. Самое главное, однако, состояло в том, что Кристиан часто менял свое мнение и быстро потерял желание выполнять административные обязанности.
Сразу после смены престола началась борьба за власть над королём: люди из двора, администрации и военных, находившиеся в оппозиции к министрам Фредерика V, пытались возложить на короля личную ответственность за осуществление государственного управления. независимо от этих министров и руководителей колледжей. Результатом стала непрерывная череда интриг, быстрых увольнений и ошибочных политических инициатив. Кристиан был осведомлен о ситуации, и некоторые из его служителей были поражены его резким и ясным подходом к проблемам. Но при этом он проявил себя злобным и злонамеренным, и в этих случаях причинял дискомфорт своим сотрудникам.
Даже став женатым человеком, король все ещё поддерживал контакты с кругом своих фаворитов и приятелей, включая графа Холька и лейтенанта Осборна. Вместе с проституткой Анной Катриной Бентгаген по прозвищу Катрина-Сапог (дат. Anna Cathrine Benthage-Støvlet-Kathrine) молодой король ходил по пивным и борделям Копенгагена. Король и его собутыльники были всегда готовы к драке даже с полицией и гоняли пьяных и бродяг по улицам. Своеобразной чертой, которая смешивалась со всем этим озорством, была жажда разрушения, которая включала в себя разбивание зеркал и мебели в питейных, которые Кристиан специально искал. Иногда случалось, что король утром гордо показывал завоёванную булаву — оружие ночного дозора для нарушителей. В конце концов ночные дозоры пожаловались на действия короля в суд. Государственный совет вмешался в дело и заставил депортировать Бентгаген в Вандсбек в Гольштейне, где она получала ежегодный пансион в 400 риксдалеров.
Ещё в период правления Фредерика V широкие полномочия были предоставлены государственному совету под контролем графа Бернсторфа. Управление страной на деле перешло к государственным служащим, и при Кристиане VII министры продолжали принимать нужные им решения. С самого начала король был склонен править по собственным понятиям, на которые, особенно благодаря Ревердилу, сильно повлияли идеи Просвещения, и он был очень впечатлителен. Руководители двора во главе с Бернсторфом, которых король презрительно называл «париками», которые при Фредерике V привыкли править вместо монарха, знали, как манипулировать новым и неопытным королём. Когда через короткое время Кристиан увидел, что большая часть его попыток и действий срывается, в то время как королева, под влиянием совета своей фрейлины Луизы фон Плессен, пренебрегла им, он постепенно отказался от реализации своих идей и заявил, что будет «кутить».
В 1768 году король путешествовал по зарубежным странам со свитой из 55 человек, которая проследовала через Германию, Нидерланды, через Ла-Манш в Англию и оттуда во Францию, где остановилась в Париже. Будучи внуком короля Георга II и зятем Георга III, Кристиан VII имел тесные связи с Англией, но Георг III, тем не менее, нервничал из-за перспективы визита своего печально известного датского зятя. Однако пребывание здесь прошло без происшествий, и Кристиан повсюду был щедр к толпе, а также организовал красивый бал-маскарад в честь своего пребывания. Он получил почётные степени Оксфордского и Кембриджского университетов; но он и его приближённые обошли лондонские бордели и разгромили назначенные им помещения в Сент-Джеймсском дворце.
Король сильно интересовался французской философией, и через своего посланника при французском дворе барона К.Х. фон Гляйхена организовал аудиенцию для 18 ведущих философов и ученых. Освободившись от домашних интриганов, Кристиан получил возможность развиваться. Он встретился с философами и учёными в своей квартире 20 ноября 1768 года и начал встречу с приветствия каждого из них и комментариев об их работах и/или репутации. Затем он дополнительно поговорил, в частности, с Дидро и Д’Аламбером. Среди других, присутствовавших на аудиенции, были физик и математик Майран, аббат Анри Фюзе де Вуазенон (который прочитал дань уважения стихотворению) и Мармонтель. За время пребывания, продолжавшегося месяц, король посетил несколько театров, местные достопримечательности и ведущих производителей фарфора, гобеленов и изделий кустарного промысла того времени. 3 декабря Кристиан посетил три академии, начиная с Французской академии (членом которой был сам Вольтер), Академии надписей и изящной словесности и Академии наук, где Д’аламбер дал речь, за которую Кристиан поблагодарил. После отъезда Кристиана Д’Аламбер писал Вольтеру:
«Король Дании говорил почти исключительно о вас в течение двух минут разговора, который я имел с ним честь. Могу заверить вас, что он предпочел бы видеть вас в Париже, чем все приемы, которыми он был обременен. В день его приезда я произнес речь в Академии наук, которой все мои коллеги и публика, кажется, были очень довольны. Я говорил здесь о философии и литературе с должным достоинством. Король поблагодарил меня, но враги философии и литература нахмурилась. Я оставляю вам подумать, как сильно это меня беспокоило».
Путешествие планировалось на два года, но в итоге продлилось всего 8 месяцев. С другой стороны, это стоило 250 000 ридов. Вернувшись домой 14 января 1769 года, Кристиан не забыл своих переживаний. Позже он подписал подписной лист на возведение статуи Вольтера.
В 1769 году Кристиан VII пригласил в Вардё (Лапландия) венгерского астронома Микшу Хелла, проводившего там наблюдения за прохождением Венеры по диску Солнца, и его помощника Яноша Шайновича, проверявшего родство венгерского с финским и саамским языками.

## Кристиан VII, Струэнзе и Каролина Матильда

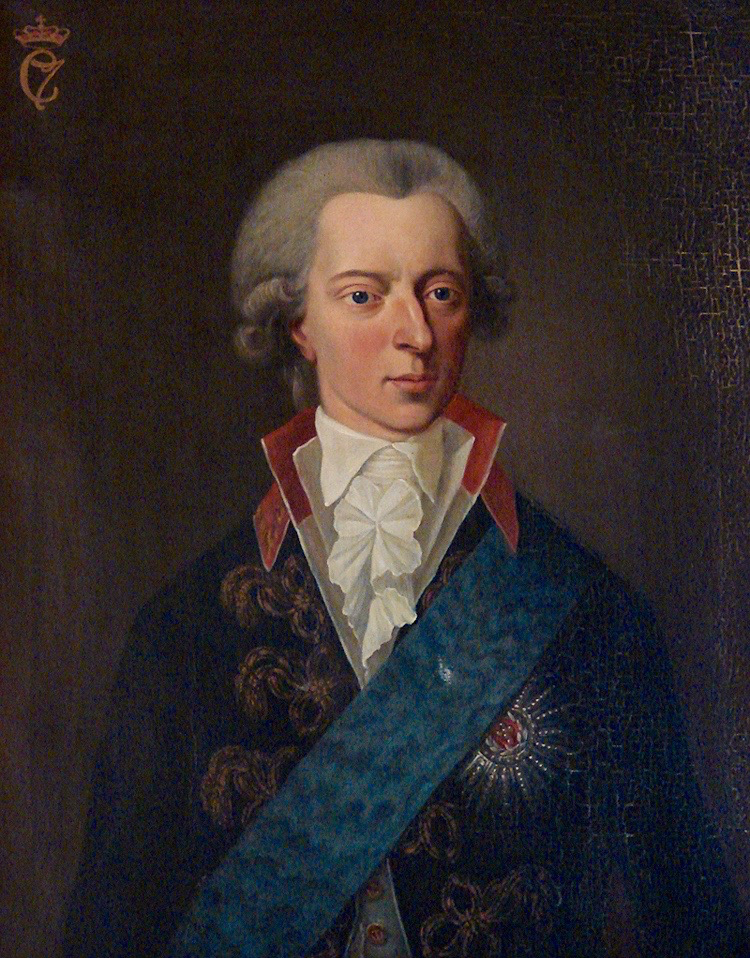
Норвежский король Кристиан VII

Во время остановки в Альтоне король нанял 31-летнего Иоганна Фридриха Струэнзе врачом. Король подружился с ним, они обсуждали в том числе Вольтера и других современных им философов. После возвращения Струэнзе был принят во дворе в Копенгагене. Осенью 1769 г. началась эпидемия оспы в Копенгагене, погибли больше сотни детей. Струэнзе использовал свой опыт в качестве главного врача города Альтоны: ввел новшество — прививку против оспы (вариоляцию). Каролина Матильда волновалась за своего маленького сына, слабого кронпринца Фредерика. Она просила у Струэнзе помощи, и, проведя успешно вакцинацию, он завоевал огромную благодарность и доверие королевы.
В начале 1770 г. Струэнзе был назначен секретарём кабинета королевы и чтецом короля. Он отказался быть врачом и стал политиком. Во время летнего пребывания в Гольштейне Струэнзе фактически взял короля в заложники. Власть Струэнзе основывалась на том, что король подписывал приказы своего кабинета министров, и поэтому его не заботило влияние Холька на короля. Струэнзе нуждался в ком-то, кому он мог бы доверять в постоянном присутствии короля, и поэтому он заменил Холька Эневольдом Брандтом. Брандт и Струэнзе эффективно изолировали короля от остального двора, а Брандт даже прибегал к физической силе в нескольких случаях, когда король вел себя неподобающе. Преобладающим чувством Кристиана по отношению к Струэнзе и Брандту, вероятно, был страх, а в случае последнего – прямая ненависть даже после того, как он был избит им. Струэнзе позволил Ревердилу заботиться о короле изо дня в день, и он добился того, чтобы король уволил ряд видных чиновников по приказу кабинета министров. Это заложило основу для деятельности Струэнзе в качестве диктатора. Струэнзе продемонстрировал намерение провести земельную реформу, и Кристиан, похоже, поддержал его в этих усилиях. 
Два приказа кабинета министров от 4 сентября 1770 г. определили, что объем приказов и титулов должен быть сокращён и что должна быть введена неограниченная свобода печати. Оба были подписаны королем, но с весны 1771 года приказы кабинета министров подписывал только Струэнзе, который утверждал, что устной уполномочен королем. Центральная администрация ответила сопротивлением и тактикой промедления. Чтобы получить дополнительную власть, Струэнзе уволил всех старых министров: Бернсторфа, Мольтке, Ревентлоу и Тотта под предлогом необходимости делопроизводства на немецком языке, а совет упразднил как институт. В то же время он был отрезан от канцлеров коллегии, чтобы они могли представлять свои дела непосредственно королю. Точно так же Струэнзе организовал вручение ему всех прошений королю.
В то же время Струэнзе стал любовником пренебрегаемой мужем Каролины Матильды и получал всё больше и больше власти, и тем самым больше и больше врагов. 7 июля 1771 Каролина Матильда родила дочь — принцессу Луизу Августу. Несмотря на то, что Кристиан подтвердил, что он отец принцессы, принято считать её дочерью Струэнзе.
12 января 1772 несколько высокопоставленных военных, правительственных чиновников и секретарь кабинета министров Уве Хёх-Гульдберг, вдовствующая королева Юлиана-Мария и единокровный брат короля Фредерик приняли участие в собрании заговорщиков с целью свержения Струэнзе. После бала-маскарада Струэнзе был арестован в ночь с 16 на 17 января 1772 и брошен в тюремную камеру в Кастеллет по приказу Юлианы-Марии. Основными обвинениями против Струэнзе были злоупотребление властью и связь с королевой. Брандта несколько раз обвиняли в избиении короля. Оба были признаны виновными в оскорблении величества. Кристиан VII подписал смертный приговор, возможно, потому, что ему сказали, что Струэнзе планировал его убить. Он был признан виновным в оскорблении величества и приговорён к смертной казни. Кристиан VII сам подписал смертный приговор Струэнзе, но вряд ли он понимал, что делает. Приговор был приведён в исполнение 28 апреля 1772 г. . Струэнзе и Брандту отрубили перед головами правые руки, которые палач протянул толпе. Тела были расчленены и помещены на колеса и стойки, а головы и руки посажены на колья. 
Из-за полной изоляции психическое состояние короля переросло в полное бездействие. Прежняя гиперактивность Кристиана сменилась апатичным пленом собственной тревоги.

## Последующая жизнь Кристиана VII
Каролина Матильда призналась в отношениях со Струэнзе, и брак с королём был аннулирован 6 апреля 1772 года. После переговоров со своим братом, королём Великобритании Георгом III, она покинула страну и уехала в Целле. Она больше никогда не видела своих детей и скончалась в 1775 от скарлатины.
Вдовствующая королева Юлиана-Мария и единокровный брат короля Фредерик были введены в государственный совет. Самое большое влияние теперь имел Хёх-Гульдберг. Он был назначен секретарём кабинета и постепенно стал главой правительства. Все реформы Струэнзе были практически отменены. В 1770-е годы развитие пошло в направлении закрепления фактической власти при дворе и превращения Государственного совета в орган, который должен был лишь подтверждать уже принятые решения. Только министр иностранных дел Андреас Петер Бернсторф боролся против такого развития событий, но он стоял один и становился все более изолированным. В 1780 году ему пришлось подать в отставку. 
Короля по-прежнему держали в одиночных покоях, сменился только надзиратель. Новый хозяин двора короля камергер Иоахим Отто Шак-Ратлу (по прозвищу «Помаде-Шак») периодически поколачивал короля, когда тот поступал неправильно. Некоторое время Кристиана запирали на ночь, как и тогда, когда он слишком сильно дразнил себя по приказу вдовствующей королевы и был привязан к стулу под столами. Несмотря на беспомощность, он продолжал остроумно и остро реагировать на обращение, которому он подвергался и стал много разговаривать сам с собой. Если он отказывался подписать, министры просто ждали, пока король не забудет о своем отказе. Таким образом, когда все его участие в Государственному совету свелось к визированию представленные официальные документов, он демонстрировал свое отношение, подписывая некоторые бумаги как «Christian Rex и компания». 
Правительство Хёг-Гульдберга просуществовало до 14 апреля 1784: в этот день после бескровного переворота в должность главы правительства вступил 16-летний кронпринц Фредерик. Вместе с Гульдбергом был отправлен в отставку и Шак-Ратлу. Кристиан VII, по-прежнему душевнобольной, оставался представительной фигурой и не претерпел серьезных изменений в своем положении, хотя режим его содержания стал немного мягче. Формально Кристиан VII по-прежнему оставался абсолютистским королем и продолжал подписывать решения Государственного совета. Таким образом, именно он 8 июня 1787 года подписал первые два закона о реформе, разработанные Великой ландбокомиссией. 20 июня 1788 года датская форма крепостного права штабная облигация была отменена. 16 марта 1792 г. королевским указом было решено отменить работорговлю, хотя его вступление в силу произошло лишь в 1803 году.  
Король часто посещал придворный театр и был сильно угнетен после того, как в 1794 году пожар его уничтожил. 
Изменения коснулись и орденской системы Дании. На смену ордену Матильды был учреждён орден Tessera Concordiæ («Знак Единства»).
Кристиан VII скончался от инсульта 13 марта 1808 г. в городе Рендсбург (ныне Германия). Ходили слухи, что инсульт был вызван испугом при виде испанских вспомогательных войск, которые он считал враждебными, но нет никаких указаний на то, что была какая то внешняя причина, способная вызвать у него такую реакцию. Он был похоронен в кафедральном соборе Роскилле, и трон унаследовал Фредерик VI.

## В искусстве
- Роман Пера Улова Энквиста «Визит лейб-медика» (1999) и опера по его мотивам (2009).
- Фильм «Королевский роман» (2012). В роли — Миккель Фёльсгор[англ.].
- «Сцена при дворе Кристиана VII», 1873. Картина датского художника Кристиана Цартмана. Изображает любовный треугольник короля, его фаворита и королевы.